# Fischeripollis
Fischeripollis – wymarły rodzaj rośliny mięsożernej z rodziny rosiczkowatych (Droseraceae), pochodzący z okresu paleogenu.

## Odkrycie rośliny
Skamieniały pyłek Fischeripollis halensis pochodzący z okresu eocenu (wczesny paleogen) został znaleziony  w Australii.
Pyłek Fischeripollis  krutschei znaleziono w Saksonii w Niemczech, natomiast uważa się, że pyłek Fischeripollis undulatus również pochodzi z Europy.
Gatunki odkryte:
- † Fischeripollis sp. A Truswell & Macphail
- † Fischeripollis halensis Truswell & Marchant (1986)
- † Fischeripollis krutschei Muller (1981)
- † Fischeripollis undulatus